# Gambellara
Gambellara est une commune italienne d'environ 3 400 habitants située dans la province de Vicence dans la région Vénétie dans le nord-est de l'Italie.

## Administration
| Période                                  | Période | Identité | Étiquette | Qualité |
| ---------------------------------------- | ------- | -------- | --------- | ------- |
|                                          |         |          |           |         |
| Les données manquantes sont à compléter. |         |          |           |         |

### Hameaux
Sarmazza, Torri di Confine, Sorio

### Communes limitrophes
Lonigo, Montebello Vicentino, Montecchia di Crosara, Monteforte d'Alpone, Roncà, San Bonifacio

## Personnalités liées à la commune
- Giorgio Cavallon
- Giovanni Antonio Farina
- Cleto Maule